# Войско Сасанидов
Войско Сасанидов (пехл. Spāh-ī Ērānšahr) — совокупность вооруженных сил Иранской империи во время правления династии Сасанидов, правившей в 224—651 гг. Была сформирована при Ардашире I Папакане, основателе династии.

## Войско
Войско Сасанидов, сменивших Аршакидов на иранском престоле, также была организована в соответствии с «десятичной системой», то есть ее структурными единицами были подразделения, последовательно насчитавшие десятки, сотни, тысячи и десятки тысяч воинов. Из сасанидских источников известно, что десяток именовался radag, сотня — tahm, которым командовал офицер в звании tahmdār. Подразделение из 500 воинов называлось wašt, которым командовал офицер в звании wašt-sālār. Drafš представлял собой крупный отряд (возможно, численностью 1000 воинов) под командованием офицера в звании drafš-sālār. Подразделения из 5 000 воинов назывались gund, и командовал ими военачальник в чине gund-sālār. Войско из 10 000 воинов называлось spāh, и командовал им генерал в чине spāhbed. Глава военного сословия сасанидского Ирана назывался artēštārān-sālār.
По характеру ведения боевых действий войско сасанидского периода Ирана значительно отличалась от армии династии Ахеменидов. 
В отличие от войска Ахеменидов, где его основу составляла пехота, основную ударную силу войска Сасанидов составляла кавалерия. Пехота, слоны и пешие лучники хотя и были представлены в военной организации Сасанидов, но имели весьма второстепенное, вспомогательное значение и мало определяли ход боевых действий и успех в тех или иных кампаниях. В этом проявилось сохранение парфянских военных традиций, несмотря на то, что после прихода Ардашира к власти в Иране начались гонения и притеснения парфян, что привело к уничтожению значительной части парфянской знати, которая составляла основу военной силы при династии Аршакидов. Но гонения на парфян были вскоре прекращены, так как оставшиеся парфянские роды были лояльны к новой династии, к тому же именно они были реальной силой, способной усилить могущество Сасанидов путём службы в кавалерии.
Уже при преемниках Ардашира парфянские роды являлись опорой престола, причём не только в самом Иране, но и в соседних царствах, находившихся в той или иной степени в вассальной зависимости, в частности, в Кавказской Албании, где правили парфянский род Михранидов, и в Армении, где у власти были так называемые "Армянские", или младшие, Аршакиды.

### Армия раннего периода (образца Ардашира)
По сути своей раннесасанидская армия была иррегулярной, основу её составляла тяжелая кавалерия, созываемая только во время войн и распускавшаяся по их окончании. Комплектовалась из знати, составлявшей тяжёлую кавалерию, их личных дружин, в основном тяжелых кавалеристов, и отрядов, ими же рекрутируемых, в основном представлявших собой легкую кавалерию (конных лучников). Пехота имела низкую боеспособность и не могла противостоять ни римско-византийской пехоте, ни кавалерии восточных соседей Ирана, а потому играла вспомогательную роль. Слоны хоть и имелись в войске, но скорее представляли собой фактор страха, нежели серьёзную угрозу для противника: и римляне, и иные соседи Ирана за века смогли выработать весьма эффективную тактику для борьбы против слонов, дабы нейтрализовать опасность, исходившую от слонов.

### Армия позднего периода (образца Хосрова Ануширвана)
Хосров Ануширван значительно реформировал армию своих предшественников. Основной отличительной чертой было то, что армия стала регулярной и профессиональной. Хотя она и была, как раньше, конной армией, но достигла более высоких качественных показателей и представляла большую угрозу для своих противников, благодаря профессионализму служащих.
В отличие от раннего периода, войска комплектовались не только из знати, но и обычных свободных людей и мелких землевладельцев — дехкан. Вся амуниция, содержание, питание и снабжение войска велось из шахской казны, подготовка шла с юных лет и напоминала систему кадетских корпусов, где будущих воинов также готовили с юных лет. Были созданы 12 полков регулярной тяжелой кавалерии — саваран, рассредоточенных по всей империи.

## Кавалерия

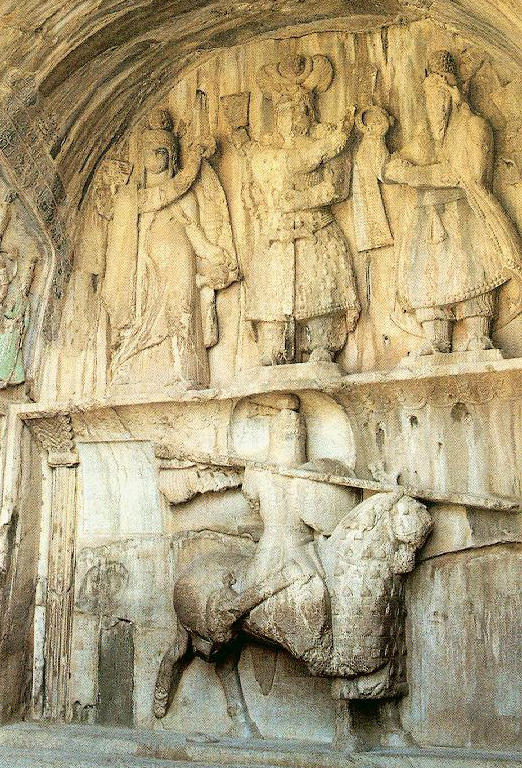
Изображение сасанидского катафракта в Таге-Бостан

Основу мощи армии составляла тяжёлая кавалерия катафрактов — саваран, дальнейшее развитие тяжелой кавалерии парфян. Комплектовалась она в раннем периоде исключительно из феодального сословия — Азатов (сословие дворян). Обучение шло с ранних лет, когда будущего кавалериста обучали езде на коне, владение мечом и другим воинским искусствам. Кавалерия была иррегулярной, созываемой шахом или его полководцами, на случай боевых действий, и по окончании их распускаемых.
Внешне ранние сасанидские катафракты напоминали их парфянских предшественников, как по внешнему виду и комплексу вооружений, так и тактике, что естественно, учитывая что парфянские феодалы признавшие власть Сасанидов, фактически и составляли костяк тяжелой кавалерии.
После реформ Хосрова Ануширвана, кавалерия была преобразована в регулярное войско, содержавшееся за счет казны, обучение также велось с ранних юношеских лет, в специальных тренировочных заведениях, располагавшихся по месту дислокации тех или иных полков кавалерии. Всего было создано 12 полков тяжелой кавалерии.
Служащие в тяжелой кавалерии — асваран, сохранили стиль воинской амуниции парфян, в дальнейшем усовершенствовав его. Так пластинчатые доспехи, со временем были заменены чешуйчатыми, а позже кольчужной броней, в отличие от тяжелой кавалерии парфян, иранские асвараны использовали щиты, как и парфяне имели лук и колчан стрел, но используемых ими крайне редко, они были скорее атрибутом дополнительного вооружения, так как тактика саварана не способствовала использования лука в момент атаки.
Тяжелая кавалерия Ирана, оказала решающее влияние на развитие тяжёлой кавалерии у Византии, позже, до появления тюркских кавалеристов в Арабском Халифате, тяжёлая кавалерия арабов также формировалась по образцу сасанидской кавалерии.
Помимо собственно регулярных полков тяжелой кавалерии, как в раннем, так и позднем периоде, сасанидские шахи располагали личной дружиной Гвардией Бессмертных — Пуштигбан, в отличие от своих предшественников при Ахеменидах, являвшимися кавалерийским войском.
Помимо тяжелой кавалерии, армия Ирана располагала также легкой кавалерией — конными лучниками, традицию которых они унаследовали от парфян, ясно осознавая их незаменимость как поддержки действиям тяжёлой кавалерии. Легкая кавалерия во все периоды оставалась иррегулярным войском, комплектовавшимися частью парфянами, частью из союзников Сасанидов.
Помимо собственной кавалерии, иранские шахиншахи также часто пользовались силами своих союзников. Так в той или иной мере, тяжелую и легкую кавалерию на правах союзников, выставляли албанские и армянские цари, как союзники Кавказской Албании (позже включенные в его состав) а через них кавалерию поставляла и Маскутская орда, после женитьбы Хосрова Ануширвана на дочери тюркского кагана Истеми, тюрки также часто поставляли кавалерию в войско шаха, вплоть до войны между самими тюрками и Ираном.
Кавалерия была единственной реальной силой в Иране, которому шахами уделялось особое внимание. Она оказалась способной вести борьбу на равных с превосходящими силами своих соперников, но истребление при Каваде, затем при Ормизде феодального сословия, лишило кавалерию его людских ресурсов, тем самым подорвав мощь Сасанидов.

## Флот
Во время боевых действий Сасаниды использовали и флот. Он не играл самостоятельной роли и выполнял функцию боевого обеспечения по транспортировке подразделений сухопутной армии к месту боевых действий. В частности, с помощью кораблей персидские войска доставлялись на Аравийский полуостров в период правления Шапура II (в Бахрейн) и Хосрова Ануширвана (в Йемен), а при Хосрове Парвезе в период войны 602—628 гг. флот использовался для переброски сасанидских войск в бассейне Средиземного моря.
Корабли, которыми пользовались Сасаниды, имели несколько иную конструкцию по сравнению с римско-византийскими судами, применявшимися в Средиземноморье, и относились к типу дау. Их описывает Прокопий Кесарийский:

Суда, которые употребляются у индов и в этом море, выстроены не так, как все остальные корабли, они не просмолены и не обмазаны чем-либо другим, и доски их не сколочены проходящими насквозь железными гвоздями, соединяющими их между собой, но связаны веревочными петлями— Прокопий Кесарийский. Война с персами. I. 19. 23